# Spikes and Leather
Spikes and Leather è un EP del gruppo musicale Power metal StormWarrior, pubblicato nel 2001.

## Tracce
1. Spikes and Leather – 2:02
2. Storm of Victory – 4:53
3. Attack of the Metal Hellstorm (cover dei Bestial Desecration) – 5:43

## Formazione
- Lars Ramcke - voce, chitarra
- Scott Bölter - chitarra
- Gabriel Palermo - basso
- André Schumann - batteria